# Ciesław (imię)
Ciesław – starosłowiańskie imię męskie, stanowiące formę skróconą od imienia Ciechosław lub Cieszysław.
Żeńska forma: Ciesława